# Michał Buczacki
Michał Buczacki z Podhajec, Michael de Buczacz, Michael Habdank de Buczacz) herbu Abdank (zm. 1 czerwca 1438 w m. Krasne Pole) – wojewoda podolski (1437), oraz kasztelan halicki (1433–1437), cześnik halicki (1434) i starosta; halicki (1414–1436), kamieniecki i przemyski (1433–1437), obrońca Podola przed Mołdawianami i Tatarami, fundator parafialnego kościoła pw. Św. Trójcy w Podhajcach. W pobliżu Białogrodu i Oczakowa rozciągały się m.in. jego posiadłości.

## Życiorys
Jego ojcem był  Michał Awdaniec z Buczacza (zm. po 7 listopada 1394), a matką była Małgorzata Koła.
W 1393(?) ojciec jego Awdaniec uzyskał zgodę króla na lokację miasta Buczacz na prawie niemieckim (magdeburskim). Była to pierwsza lokacja miejska na ziemi halickiej. Od nazwy miasta ta gałąź rodu Awdańców przybrała nazwę Buczackich.
Miał brata Michała Mużyła Buczackiego (zm. 1470) – kasztelana, cześnika i starostę halickiego, oraz Teodoryka Buczackiego Jazłowieckiego – kasztelana halickiego i kamienieckiego. Synowie Michała Awdańca w tym i Michał, byli niezbyt posłuszni rozkazom Świdrygiełły. Usuwali załogi litewskie z zamków obronnych w Kamieńcu, Czerwonogrodzie, Jazłowcu i innych miejscowościach i podporządkowywali je władzy króla polskiego. Dzięki temu uzyskali liczne dowody wdzięczności królewskiej, najczęściej w postaci nadania im dóbr ziemskich.
W 1433 w Kołomyi starosta podolski Michał Buczacki jako przedstawiciel króla Polski, odbierał hołd lenny hospodara Stefana II.
Michał Buczacki poległ w 1438 roku w bitwie z Tatarami caryka Sachmata na Krasnym Polu. Grobowiec Michała Buczackiego znajdował się w rodzinnej kaplicy Buczackich w katedrze łacińskiej we Lwowie.

## Życie prywatne
Był mężem Elżbiety z Knihinic i z Podhajec, z którą miał pięciu synów:
- Jana – starostę trembowelskiego,[6] (zm. ok. 1454)[7]
- Mikołaja
- Piotra z Czeszybiesów
- Michała[8] (zginął 6 września 1450 r. w bitwie pod Krasnopolem)
- Jakuba z Podhajec, (1430/38 – 1501) – wojewoda podolski (1485–1497[9]) oraz  kasztelan halicki (1472 r.)